# 内田和幸
内田 和幸（うちだ かずゆき）は、日本の獣医学者、獣医師。専門は神経病理学。東京大学大学院農学系研究科獣医学専攻教授。日本獣医病理学専門家協会理事長。日本獣医学会賞受賞。

## 人物・経歴
宮崎県えびの市出身。1987年宮崎大学農学部獣医学科卒業。1989年東京大学大学院農学系研究科獣医学専攻修士課程修了。
1990年東京大学農学部獣医病理学研究室助手。1991年宮崎大学家畜病理学研究室助手。1993年東京大学博士（農学）。1996年ニューヨーク州立コーネル大学獣医学部病理講座研修医。2008年東京大学大学院農学生命研究科獣医病理学研究室准教授。
2017年日本獣医学会理事・編集委員、日本獣医病理学専門家協会副理事長。2021年日本獣医病理学専門家協会理事長。2022年東京大学大学院農学生命研究科獣医病理学研究室教授。

## 受賞
- 2003年 日本獣医学会賞[2]
- 2006年 日本獣医学会賞[2]